# Eurypharynx pelecanoides
El pez pelícano (Eurypharynx pelecanoides) es un pez abisal raramente visto por los humanos aunque estas criaturas se enganchan de vez en cuando en las redes de los pescadores. Es un pez con la forma de una anguila, es la única especie conocida del género Eurypharynx y de la familia Eurypharyngidae. Pertenece al orden Saccopharyngiformes, los cuales están estrechamente relacionados con las verdaderas anguilas.
El rasgo más distintivo del pez pelícano es su enorme boca, mucho más grande que su cuerpo. La boca está sin apretar mediante una articulación y puede abrirse bastante para engullir a un pez de mayor tamaño que él mismo. La mandíbula inferior, parecida a una bolsa, recuerda a la mandíbula de un pelícano, de ahí su nombre. El estómago puede estirarse y expandirse para alojar comidas grandes. El pez pelícano utiliza una larga cola, con forma de látigo, para moverse; al final de la misma posee un órgano luminoso cuya finalidad es atraer a las presas.
El pez pelícano se alimenta principalmente de peces, camarones y plancton. Puede alcanzar un tamaño que va desde los 60 cm hasta el metro de longitud y se le puede encontrar en mares tropicales y subtropicales en profundidades de 700 a 3000 metros. Sin embargo, se han reportado casos excepcionales donde la especie ha sido encontrada entre los 7000 y 8000 metros de profundidad, en la denominada zona abisal.

## Etimología
Eurypharynx: Nombre genérico que proviene de las palabras griegas ευρύς eurys "ancho" y φάρυγξ pharyngx "faringe". 
Pelecanoides: Nombre específico de origen latino que significa "similar a un pelícano". 